# Södra stambanan

Södra stambanan.

Södra stambanan är en elektrifierad järnvägslinje mellan Malmö och Katrineholm samt Järna via bland annat Hässleholm, Nässjö, Tranås, Linköping och Norrköping. Järnvägen är idag, tillsammans med Västra stambanan, en av de hårdast trafikerade järnvägslinjerna i Sverige. Trafiken utgörs dels av godståg, dels av persontåg i form av snabbtågen X 2000, Snälltågets lokdragna tåg, olika typer av regionaltåg och pendeltåg samt lokdragna nattåg.

## Definition
Södra stambanan var ursprungligen namnet på järnvägen från Malmö via Nässjö till Falköping, där den anknöts till Västra stambanan. Södra stambanan byggdes samtidigt med västra stambanan, under åren 1856–1862. Byggkostnaden för södra stambanan var 22.264.283:- i denna summa ingick 28 stationer och 178 banvaktstugor. Efter tillkomsten av dåvarande Östra stambanan (Nässjö–Katrineholm), och därmed en kortare färdväg mellan Sydsverige och Stockholm, kom dock begreppet Södra stambanan allt oftare att syfta på sträckan Malmö–Nässjö–Katrineholm/Nyköping–Stockholm. Denna nyare definition fastställdes slutgiltigt av dåvarande Banverket år 1990. 
Trafikverkets exakta definition på Södra stambanan är bansträckningen från Malmö till Katrineholm respektive Järna (strax söder om Södertälje), där de anknyter till Västra stambanan som fortsätter till Stockholm C. Södra stambanan är med undantag av Norrköping–Järna (Nyköpingsbanan) dubbelspårig och persontrafiken körs av SJ samt Snälltåget, men regionalt också av andra operatörer, såsom Mälartåg, Östgötatrafiken, Skånetrafiken och Jönköpings länstrafik. Den del av gamla Södra stambanan som gick mellan Nässjö och Falköping heter numera Jönköpingsbanan.

## Historik
I samband med att riksdagen beslutade om ett järnvägsnät bestående av stambanor som skulle byggas i statlig regi, var de första och mest prioriterade järnvägarna de som utgick från Stockholm söderut mot Göteborg och till Skåne för kontinentaltrafiken. Ursprungligen fanns det flera tänkta slutstationer för Södra stambanan: Ystad (som då var en av Sveriges största hamnar), Helsingborg på grund av närheten till Danmark, och Malmö. Malmölinjen segrade så småningom mycket tack vare Malmös och Lunds ingripande samt att Malmö var den hamnen som låg närmast Köpenhamn, att Malmö redan hade byggt ut sin hamn ett par decennier tidigare och att universitetsstaden Lund anslöts till järnvägsnätet. 
Den 1 december (datumet valt för att det var kung Oscar I:s namnsdag) 1856 invigdes sträckan Malmö–Lund. Redan från början var järnvägen en succé och stationerna i Malmö och Lund har sedan dess tillhört Sveriges mest trafikerade när det gäller antalet passagerare. 
Därefter diskuterades den nordliga dragningen genom Småland, och främst på grund av besvärlig terräng med många sjöar och myrmarker i vägen drogs linjen inte genom södra Smålands större ort Växjö, utan genom tidigare närmast obebodda marker en bit väster om staden. Det finns en spridd myt om att Växjö stad skulle ha protesterat mot att få järnvägen genom staden, men det stämmer inte. Man ville dessutom ge banan en rak och inte alltför lutande sträckning som skulle klara av att passera igenom Småländska höglandet utan större problem för tågen. Anslutningen till Kust till kust-banan (Göteborg–Kalmar/Karlskrona), finns därför i Alvesta. Man fick dock problem när man skulle dra järnvägen genom de högst belägna platserna på höglandet. Det största problemet var passagen genom nuvarande Sävsjö kommun då marken där var både oländig och mycket sank. Man valde att inte dra järnvägen genom den då centrala platsen, Komstad, utan valde istället att anlägga en station vid Sävsjöån. Platsen som fick namnet Sävsjö blev den nya centrala punkten i området och man byggde härifrån Vetlanda–Sävsjö Järnväg till Vetlanda och Målilla. År 1947 blev Sävsjö stad.
Ansvarig för arbetet med järnvägen mellan Malmö och Nässjö var majoren vid Väg- och vattenbyggnadskåren Nils Fredrik Frykholm. Söderifrån förlängdes järnvägen 1858 från Lund till Höör, 1860 från Höör till Hässleholm och1862 till Älmhult. Norrifrån drogs järnvägen från Falköping till Jönköping mot Nässjö, där de två arbetslagen som ansvarade för bygget söderut respektive norrut, nådde varann 1864 i Nässjö och banan i sin helhet var klar med sträckningen Malmö–Nässjö–Jönköping–Falköping.
Nässjö, som vid denna tid var platsen för tre gårdar som tillhörde byn Runneryd, valdes som den punkt där järnvägarna skulle gå ihop och den framtida linjen via Linköping skulle ansluta. Enligt en vida spridd skröna skulle Petter Jönsson, riksdagsman för bondeståndet, ha haft en avgörande betydelse för att man byggde järnvägsknuten Nässjö på denna plats. Stadsfullmäktige i Nässjö reste en minnessten över denne i Hembygdsparken 1938. Författaren Bengt-Arne Bengtsson menar i sin monografi om Södra stambanan att Jönssons betydelse är en myt och att denne inte hade något inflytande över huvud taget. Beslutet att placera en järnvägsknut i Nässjö fattades av riksdagen 1860 och då var Jönsson redan avliden.. Hans kända uttalande "Järnvägen ska gå till Träslända, för där bor jag", antas mest ha varit en ironisk kommentar mot de som argumenterade för sina hembygder med diverse krystade argument.
För att få till stånd en rakare och genare väg mellan Malmö och Stockholm lät man från 1860-talets mitt bygga en järnväg från Norrköping till Nässjö via Linköping, Mjölby och Tranås. Banan stod klar först 1874, mycket på grund av svårbyggd terräng och urusla statsfinanser (det statliga järnvägsbyggandet hade i hög grad finansierats med utlandslån, vars räntor märktes i budgeten). Från Norrköping fanns en järnväg mot Katrineholm sedan tidigare (1860). Denna bana (Nässjö–Katrineholm) kallades först Östra stambanan, men sedan 1990 definieras den av Trafikverket (dåvarande Banverket), som en del av Södra stambanan.
På grund av den stora trafiken i främst Skåne och mellan Katrineholm och Stockholm där även göteborgstågen gick började man tidigt på vissa sträckor att bygga ut dubbelspår. 1901 invigdes dubbelspåret Malmö–Lund, 1904 var dubbelspåret färdigt mellan Lund och Hässleholm. För att inte trafikbelastningen skulle bli för stor i norr byggde staten järnvägslinjen Norrköping–Nyköping–Järna, ett enkelspår som invigdes 1915 vilket förkortade resvägen genom att gå längs med kusten och anslöt residensstaden Nyköping till det statliga järnvägsnätet. Därefter dröjde det till efter andra världskriget innan vidare dubbelspårsutbyggnad satte igång. 1958 var hela järnvägen Malmö–Norrköping dubbelspårig, 1964 var även järnvägen Norrköping–Katrineholm dubbelspårig. Elektrifieringen var färdig redan före andra världskriget på hela sträckan Malmö–Katrineholm. År 1995 sattes X2000 in mellan Malmö och Stockholm och Grödingebanan invigdes, vilket fick ned banans snabbaste restider mellan städerna från sex timmar till cirka fyra och en halv.

## Framtid
Mellan 2017 och 2023 byggdes sträckan mellan Lommabanans anslutning i Arlöv och Ringvägen i Lund om från två till fyra spår på en sträcka av elva kilometer. Den sista halvkilometern in till Lund C kommer att ingå i projektet om nya stambanor. Dubbelspårets läge intill äldre bebyggelse i centrala Lund gör att olika alternativ framförs, från att förlägga spåren och Lunds C i tunnel till inhysning av ett nytt dubbelspår igenom Armaturfabriken. 
Trafikverket har i den senaste Nationell plan för transportsystemet 2018–2029 utgått från att bygga ut sträckan Lund - Hässleholm för höghastighetståg. Lokaliseringsutredning pågår för närvarande med planerad byggstart 2027–2029. Många faktorer talar för att den kommande höghastighetsbanan kommer att gå nära dagens järnväg och på så vis skapa ett sammanhängande fyrspår mellan Malmö och Hässleholm. 
Mellan Hässleholm och Linköping är det ännu så länge inte helt klart hur en höghastighetsjärnväg ska lokaliseras eller i vilken mån Södra Stambanan kommer att beröras. Utformningen och placeringen av ett svenskt höghastighetsnät kan likadeles påverka om- och utbyggnadsalternativ.
När Ostlänken (Linköping–Norrköping–Nyköping–Järna) byggs så kommer det att innebära ett parallellt dubbelspår för höghastighetståg, vilket ger totalt fyra spår på sträckan. Delvis blir det linjeförändringar, bland annat diskuteras om en station ska byggas vid flygplatsen Skavsta. 
Tidigare planer från Trafikverkets sida för Södra Stambanan har varit en stor hastighetshöjning från 200 till 250 km/h på sträckan Nässjö-Hässleholm. Detta planerades vara infört och i trafik år 2015, som första sträcka i Sverige, men har på grund av reviderad budgetplan för Trafikverket skjutits upp. Bortsett från slopandet av de plankorsningar som finns på sträckan kräver själva åtgärden inte så mycket ombyggnader, då järnvägen plan- och profilenligt går i ett för tågen gynnsamt läge. Förhoppningen är att kunna köra Nässjö–Hässleholm (185 km) på 1:00 inkl stopp i Alvesta halvvägs (idag 1:10). Då kan snabbtågen (som går varje timme) mötas där och man får bra byten från båda håll på dessa tre platser.

## Bandata
- Högsta höjd: Solbacka, 315 meter över havet mellan Nässjö och Sävsjö.
- Lägsta höjd: Malmö C, 2 meter över havet.

## Galleri

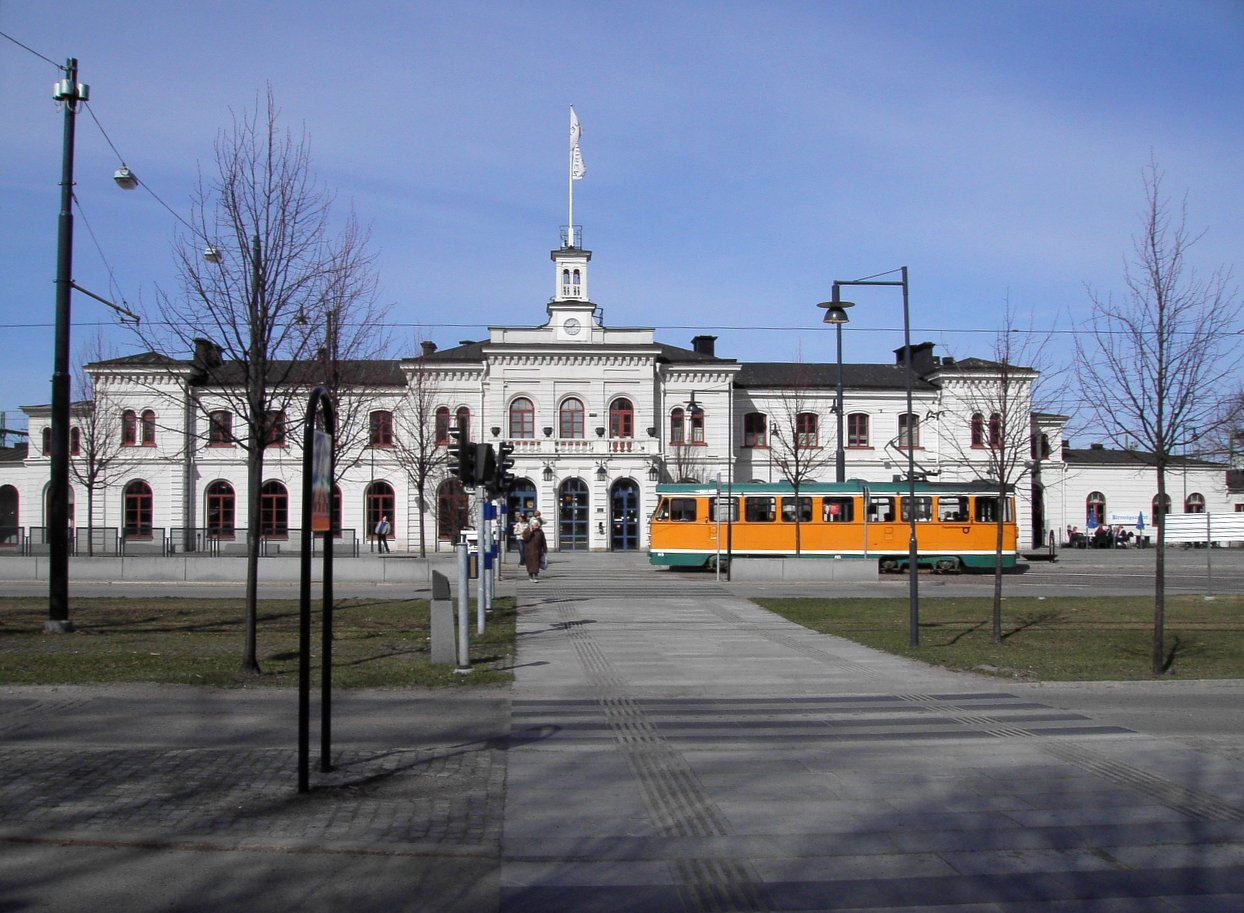
Norrköpings centralstation är en av de större stationerna på banan.
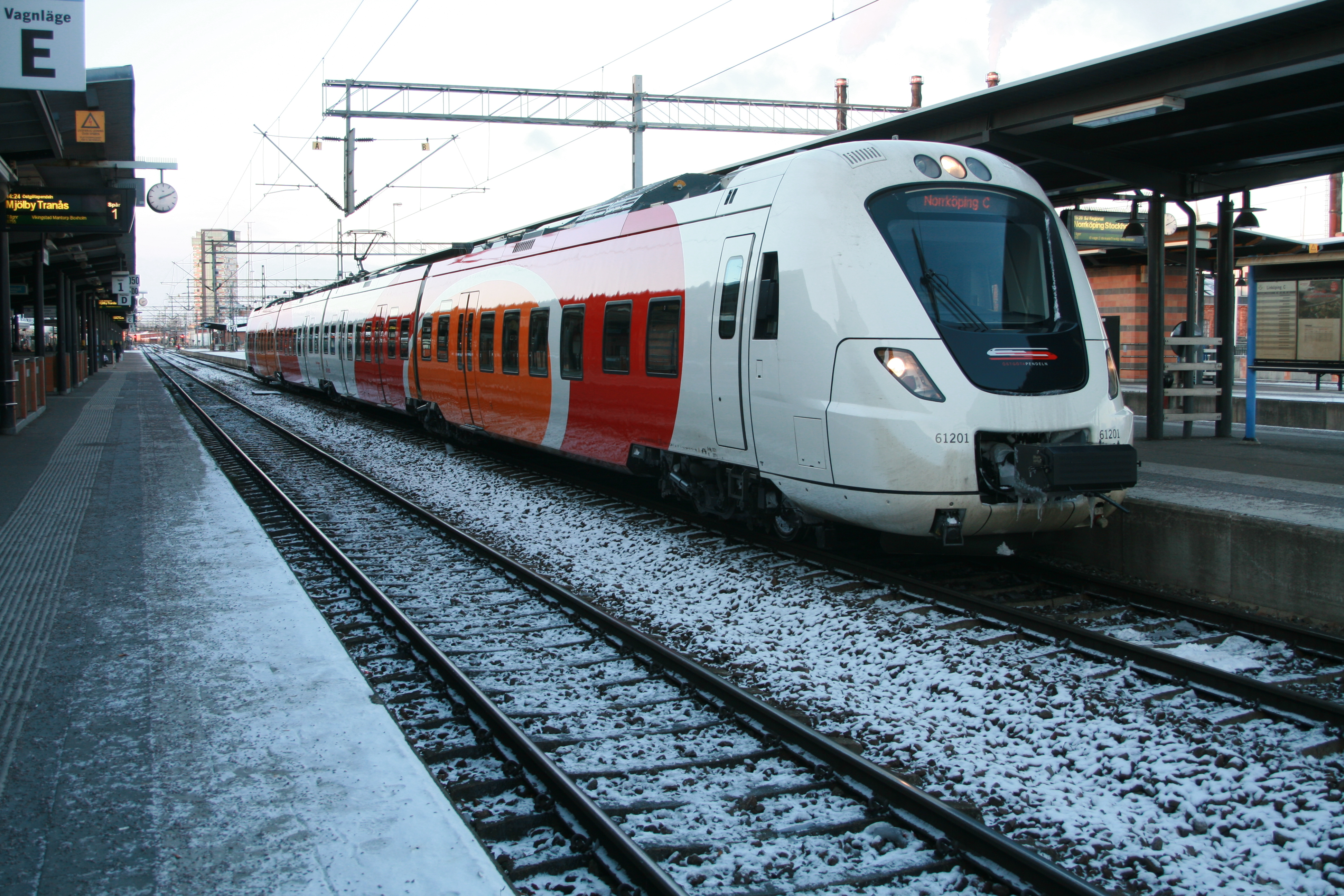
En vanlig syn på stambanan genom Östergötland är Östgötatrafikens lokaltåg, kallade Östgötapendeln.
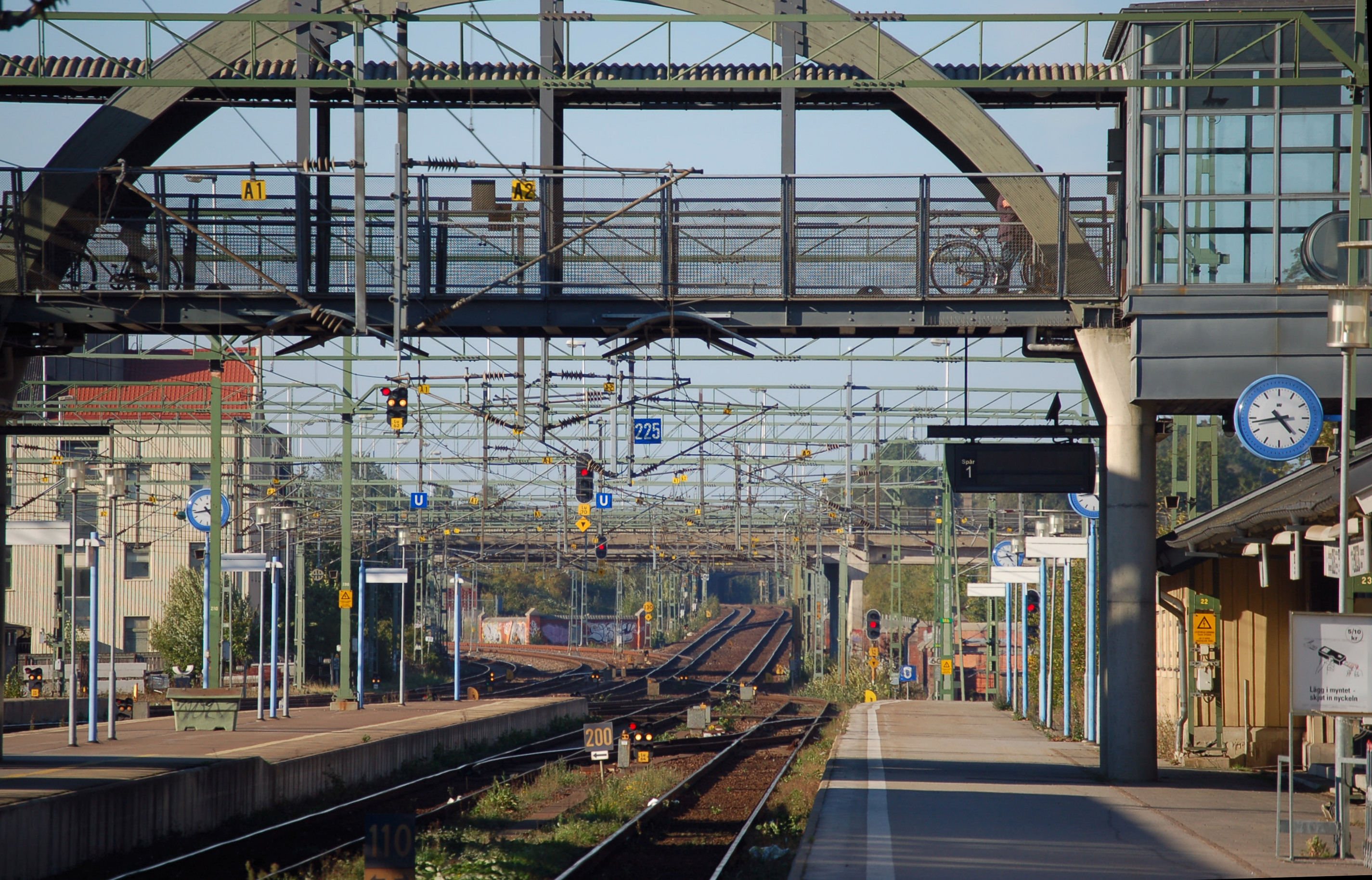
Vid Lunds centralstation viker Västkustbanan av från södra stambanan.
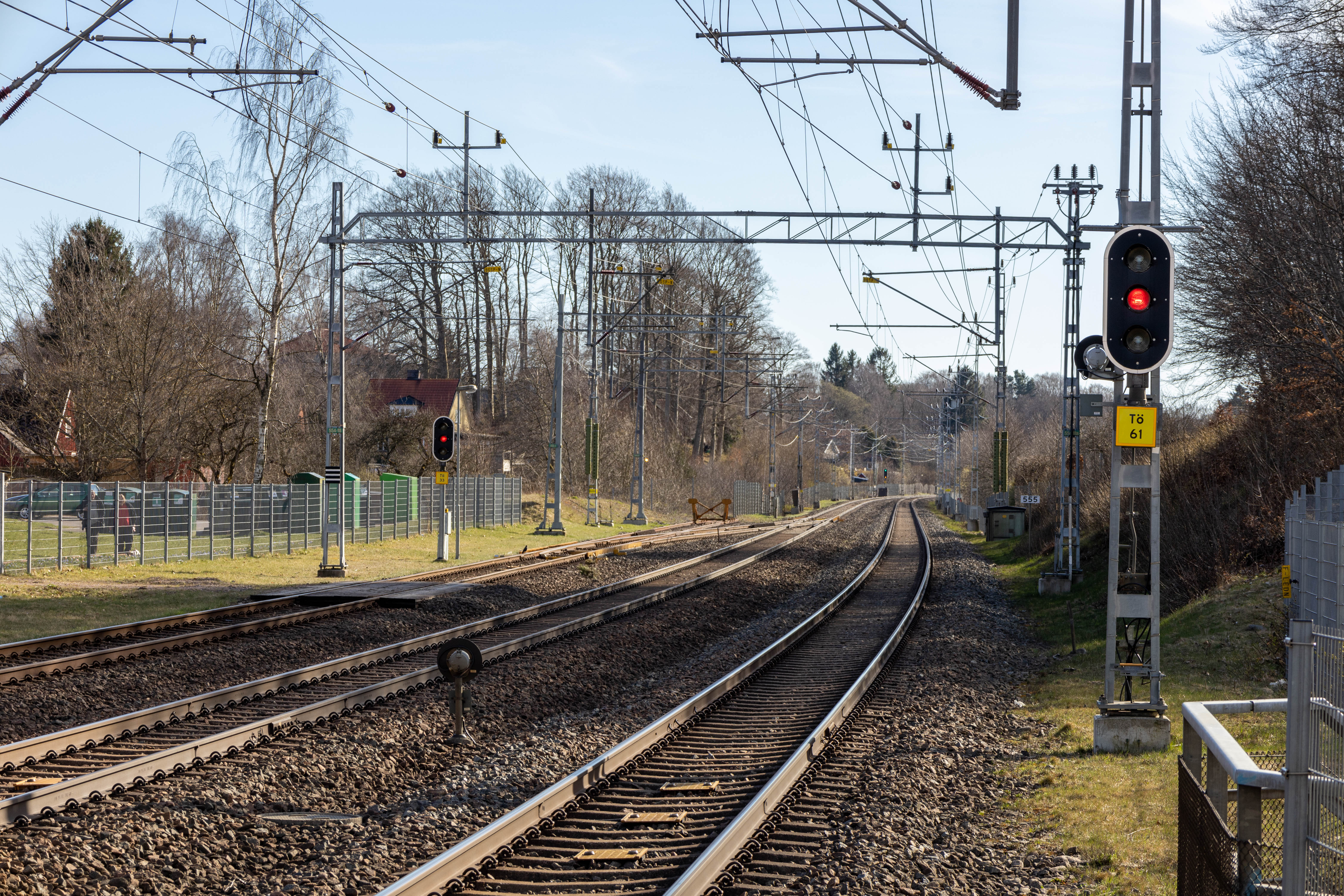
Södra stambanans spår i Tjörnarp, Skåne.